# Cianuro di bario
Il cianuro di bario è un composto chimico con formula Ba(CN)2. È sintetizzato dalla reazione dell'acido cianidrico e dell'idrossido di bario nell'acqua o nell'etere di petrolio. È un sale cristallino bianco.

## Usi
Il cianuro di bario viene utilizzato nella galvanostegia e in altri processi metallurgici.

## Reazioni
Il cianuro di bario reagisce lentamente con l'acqua e l'anidride carbonica nell'aria, producendo gas cianuro di idrogeno altamente tossico. Quando il cianuro di bario viene riscaldato a 300 °C con vapore presente, l'azoto si evolve in ammoniaca, lasciando il bario formato.
Ba(CN)2+4 H2O = Ba(HCOO)2 + 2 NH3
Le soluzioni acquose di cianuro di bario dissolvono i cianuri insolubili di alcuni dei metalli pesanti formando doppi sali cristallini.